# ЏФК (филм)
ЏФК (енгл. JFK), Џ. Ф. К. или Џеј-Еф-Кеј је амерички биографски историјски драмски филм из 1991. године у режији Оливера Стоуна, коју је, и продуцирао и написао, а адаптирали су га Стоун и Закари Склар по књигама „На трагу убица” (1988) Џима Гарисона и „Кросфајер: Завера у којој је убијен Кенеди” (1989) Џима Марса. Наслов представља иницијале пуног имена председника Џона Кенедија.
Филм прати истрагу окружног тужиоца Њу Орлеанса Џима Гарисона о убиству америчког председника Џона Фицџералда Кенедија 22. новембра 1963. у Даласу. Истрага је завршена 1969. тужбом у којој је Гарисон теретио бизнисмена Клеја Шоа уз оптужбу за учешће у највећој завери за убиство председника Кенедија, коју су организовали кубански контрареволуционари, као и америчка мафија уз подршку владе САД.
У филму је представљена ансамблска подела улога које тумаче Кевин Костнер, Кевин Бејкон, Томи Ли Џоунс, Лори Меткалф, Гери Олдман, Мајкл Рукер, Џеј О. Сандерс, Сиси Спејсик и многи други. Ово је био први од три Стоунова филма о америчким председницима, снимљен четири године пре Никсона, о животу Ричарда Никсона, а 13 година касније уследио је Буш, о Џорџу Бушу млађем.

## Радња
Филм почиње одломком из говора одлазећег америчког председника Двајта Ајзенхауера 1961. године, упозоравајући на све већи утицај војно-индустријског комплекса на живот земље, а наставља се описом активности Џона Кенедија – што је, према Стоуну, довело до његовог убиства. Увод се завршава реконструкцијом сцене атентата на Кенедија 22. новембра 1963. у Даласу.
Наратив се помера на Џима Гарисона, окружног тужиоца Њу Орлеанса, који сазнаје за убиство, а затим добија информације о могућој вези између догађаја у Даласу и неких људи у Њу Орлеансу. У жељи да помогну у владиној истрази, Гарисон и његов тим одмах почињу да „разрађују” информације које су добили, па чак и ухапсе неколико потенцијалних саучесника, укључујући Дејвида Ферија и желе да их предају ФБИ-у. Међутим, ФБИ убрзо јавно негира било какву везу између осумњичених и Кенедијевог убиства. Након што је Џек Руби убио званично осумњиченог за убиство председника Лија Харвија Освалда, Гарисон затвара истрагу, али му цела прича и даље делује сумњиво.
Три године касније, 1967, Гарисон поново отвара истрагу након што је прочитао извештај Воренове комисије. Читајући извештај комисије, Гарисон открива многе грешке и аљкавост у вођењу истраге. Убрзо након почетка истраге, високи војни званичник који себе назива господин Икс организује тајни састанак са Гарисоном у Вашингтону. Господин Икс говори о завери у коју су укључени високи званичници ЦИА, Тајне службе, ФБИ, представници мафије, крупни тајкуни војно-индустријског комплекса и лично потпредседник Сједињених Држава под Кенедијем, Линдон Џонсон. Завера је имала за циљ да убију Кенедија и додатно прикрије трагове завереника. Господин Икс објашњава Гарисону да је Кенеди убијен због жеље да извуче САД из сукоба у Вијетнаму и да у великој мери ослаби утицај ЦИА.
„Господин Икс” признаје да је радио у Пентагоновом одељењу за тајне операције, бавио се обезбеђењем самог Кенедија, а неколико месеци пре убиства развио је план да Кенеди повуче америчке трупе из Вијетнама. Он наставља да описује неке необичности које је приметио. Конкретно, непосредно пред атентат, неочекивано је послат на Нови Зеланд, чиме је уклоњен из питања заштите председника. Док је био на Новом Зеланду у време Кенедијевог убиства, види чланке у новинама у којима се наводи да је убица Освалд. Али све се ово дешава четири сата пре него што Освалд буде званично оптужен. Односно, у штампи је било унапред припремљених подметања о Освалду као атентатору на председника, које су нехотице објављене у новинама на Новом Зеланду, пре него што је он уопште оптужен. Током боравка господина Икс на Новом Зеланду дошло је до веома чудних промена у организацији Кенедијевог обезбеђења, за шта је Господин Икс био одговоран. Пре Кенедијеве посете Даласу, неко је отказао стандардне оперативне процедуре у оваквим случајевима: рани одлазак на место предстојеће посете специјалне групе, преглед зграда, контрола прозора, увођење агената у масу дуж колоне, постављање снајпериста. Догађаји су отказани упркос директном протесту команданта групе обезбеђења. Према речима господина Икс, све ове чињенице директно указују на постојање завере.
Господин Икс позива Гарисона да „настави да копа” и крене на међународног бизнисмена из Њу Орлеанса Клеја Шоа, који је такође био део завере.
Како се ближи суђење Клеју Шоу, неки од Гарисонових запослених почињу да преиспитују његове поступке и напуштају тим истражитеља. Гарисонова супруга оптужује га да га је истрага потпуно заробила и отуђила од породице. Поред овога, медији отварају кампању против Гарисона и његовог тима, критикујући њега лично, његове методе рада и претерану потрошњу новца на истрагу. Неки кључни сведоци су преплашени и одбијају да се појаве на суду, док други, укључујући Дејвида Ферија, умиру под сумњивим околностима.
У марту 1969, порота је, након што је провела мање од једног часа у дебати, у потпуности ослободила Клеја Шоа. Филм показује да порота верује у постојање завере, али не види доказе о умешаности Клеја Шоа у њу.

## Улоге
| Глумац            | Улога                   |
| ----------------- | ----------------------- |
| Кевин Костнер     | Џим Гарисон             |
| Кевин Бејкон      | Вили О'Киф              |
| Томи Ли Џоунс     | Клеј Шо / Клеј Бертранд |
| Лори Меткалф      | Сузи Кокс               |
| Гари Олдман       | Ли Харви Освалд         |
| Мајкл Рукер       | Бил Брусард             |
| Џеј О. Сандерс    | Лу Ајвон                |
| Сиси Спејсек      | Лиз Гарисон             |
| Џо Пеши           | Дејвид Фери             |
| Беата Позњак      | Марина Освалд Портер    |
| Џек Лемон         | Џек Мартин              |
| Волтер Матау      | сенатор Расел Б. Лонг   |
| Доналд Садерланд  | господин Икс            |
| Ед Аснер          | Гај Банистер            |
| Брајан Дојл Мари  | Џек Руби                |
| Џон Кенди         | Дин Ендруз Млађи        |
| Сали Киркланд     | Роуз Шерами             |
| Вејн Најт         | Нума Бертел             |
| Пруит Тејлор Винс | Ли Бауерс               |
| Тони Плана        | Карлос Брингијер        |
| Винсент Д'Онофрио | Бил Њуман               |